# Daniel Hale Williams
Daniel Hale Williams (Hollidaysburg, 18 de janeiro de 1856 – Idlewild, 4 de agosto de 1931) foi um cirurgião-geral afro-americano que, em 1893, realizou a primeira cirurgia bem-sucedida e documentada de peito aberto, para reparar uma ferida no pericárdio.
Fundou o Hospital Provident, em Chicago, o primeiro hospital não-segregado dos Estados Unidos.

## Vida pessoal
Filho de um barbeiro, Daniel Williams, com Sarah Ann Price Williams. Seu pai era um negro livre e a família, composta também pelas cinco irmãs e um irmão de Daniel, chegou a mudar-se para Annapolis, Maryland. Pouco depois de completar 9 anos, seu pai faleceu devido à tuberculose. Sua mãe logo percebeu que não conseguiria manter a família e enviou alguns filhos para morar com parentes. Daniel se tornou aprendiz de sapateiro em Baltimore, Maryland, mas fugiu para ficar junto da mãe, que se mudara para Rockford, Illinois. Mais tarde, mudou-se para Edgerton, Wisconsin, onde abriu uma barbearia junto com a irmã.
Depois de se mudar para Janesville, Wisconsin, Daniel se encantou pelo trabalho de um médico local e decidiu que seguiria seus passos. Tornou-se aprendiz do médico, Henry W. Palmer, por dois anos e em 1880 entrou no Chicago Medical College, hoje conhecida como Northwestern University Medical School. Abriu seu consultório, após a formatura, em 1883, em Chicago.
Casou-se em 1898 com Alice Johnson, filha do escultor Moses Jacob Ezekiel.

## Carreira
Quando se formou na escola de medicina, médicos negros não podiam trabalhar nos hospitais de Chicago. Assim, Daniel criou o Hospital Provident e uma escola para treinar enfermeiras, em 1891, cujo público alvo era para negros.
Em 1893, Daniel se tornou o primeiro cirurgião negro a realizar uma cirurgia para reparar um dano no pericárdio, junto de Henry Dalton. Em 6 de setembro de 1891, Dalton já tinha realizado uma pericardiotomia bem-sucedida, com total recuperação do paciente. Cirurgias bem-sucedidas para drenar o pericárdio foram realizadas por Francisco Romero, em 1801 e Dominique Jean Larrey, em 1810.
Em 10 julho de 1893, Daniel reparou um pericárdio rasgado por uma faca em um paciente, chamado James Cornish. James foi esfaqueado entre a cartilagem da quinta costela à esquerda e Daniel resolveu operá-lo devido à hemorragia e aos sintomas de choque. Daniel realizou a cirurgia sem o auxílio de antibióticos ou de transfusão de sangue no Hospital Provident, mas a cirurgia só foi registrada em 1897.
Um segundo procedimento foi realizado para drenar fluidos. Cerca de 15 dias depois da cirurgia, Cornish recebeu alta. Em 1893, Daniel foi indicado para ser cirurgião-chefe no Hospital Freedman, em Washington, D.C., onde permaneceu até 1898, quando se casou e mudou-se para Chicago.
Daniel também deu aulas no Meharry Medical College, em Nashville, Tennessee e foi cirurgião assistente no Cook County Hospital, em Chicago. Trabalhou intensamente para criar mais hospitais acessíveis à população negra. Em 1895, ajudou a fundar a National Medical Association para médicos negros e em 1913 tornou-se membro da diretoria. Foi também o único negro no American College of Surgeons.

## Morte
Williams faleceu devido a um AVC, em Idlewild, Michigan em 4 de agosto de 1931. Sua esposa, Alice Johnson, faleceu em 1924. Está sepultado no Graceland Cemetery, Chicago.

## Legado
Na década de 1890, várias tentativas foram feitas para melhorar as cirurgias cardíacas. Em 6 de setembro de 1891, Henry Dalton realizou uma cirurgia bem-sucedida para reparar um pericárdio, em Saint Louis, Missouri. Já a primeira cirurgia bem-sucedida no coração em si foi realizada pelo cirurgião norueguês Axel Cappelen, em 4 de setembro de 1895, no hospital Rikshospitalet, em Kristiania, hoje Oslo.
A primeira bem-sucedida cirurgia de coração, sem nenhum tipo de complicação, foi feita por Ludwig Rehn, em Frankfurt, Alemanha, que suturou um ferimento à faca no ventrículo direito, em 7 de setembro de 1896.
Apesar das melhorias, cirurgias cardíacas não eram bem aceitas pela comunidade médica até antes da deflagração da Segunda Guerra Mundial, o que forçou cirurgiões a melhorar seus métodos cirúrgicos para ferimentos de guerra. Apesar da falta de reconhecimento na época, Williams e Dalton foram reconhecidos posteriormente como pioneiros da cirurgia cardíaca.
A música de Stevie Wonder chamada "Black Man" homenageia o legado de Williams, entre outros.
Williams recebeu títulos honorários da Universidade Howard e da Universidade Wilberforce, que o nomearam membro da American College of Surgeons e da Chicago Surgical Society.
Vários marcos históricos foram colocados na Rota 22, em Hollidaysburg, Pennsylvania, em homenagem aos feitos de Daniel e marcando a casa onde ele viveu na infância.